# Shimon bar Kokhba
Pour les articles homonymes, voir Bar et Bar Kokhba.
Shimon bar Kokhba (araméen שמעון בר כוכבא « Simon le fils de l’Étoile ») est un patriote juif, instigateur et dirigeant de la deuxième guerre judéo-romaine, au IIe siècle. Après la décision de l'empereur Hadrien de rebâtir Jérusalem comme une ville romaine, il dirige un soulèvement contre les Romains de 132 jusqu'à sa mort en 135, après une guerre acharnée qui laisse la Judée dévastée.

## Histoire d'un nom
Le nom de « Bar Kokhba » provient des sources chrétiennes. On trouve par exemple Βαρχωχεβας chez Eusèbe de Césarée. Les sources juives utilisent le nom « Ben Kozevah » (בן כוזבה) ou « Ben Koziva » (בן כוזיבא). Grâce à l'archéologie, on sait que son nom était en réalité Shimon Bar (ou Ben) Koseva (שמעון בר כוסבא ou בר כוסבה). Plusieurs lettres écrites par Bar Kokhba, ou lui étant destinées, ont en effet été mises au jour dans le désert de Judée, notamment dans la grotte aux lettres du Nahal Hever. Elles portent son nom ainsi que son titre nassi (« prince ») d'Israël. Son nom figure aussi sur des poids émis pendant la révolte.
Les noms « Bar Kokhba » et « Bar Kozevah » sont en fait des jeux de mots. Bar Kokhba signifie en araméen « Fils de l'Étoile ». Ce surnom résulte manifestement d'une interprétation du verset biblique Nb 24,17 (« Une étoile est descendue de Jacob ») auquel la tradition juive donne une portée messianique, l'étoile de Jacob désignant le Messie. La littérature rabbinique a une vision négative de Bar Kokhba et son nom, Bar Koseva, est déformé en Bar Kozeva (« Fils du Mensonge »), avec un zayin [z] à la place d'un samekh [s]. Selon l'archéologue Yigaël Yadin, il y aurait deux hypothèses concernant le nom de Kokhba et le nom de Koseva : soit ce chef de la révolte s'est d'abord fait appeler Kokhba puis, ayant déçu, se serait fait appeler Koseva ; soit ce chef se serait fait appeler d'abord Koseva, puis ayant progressivement gagné en charisme se serait fait appeler Kokhba.
Selon la tradition juive, il est reconnu comme le Messie par le plus grand Sage de son temps, Rabbi Akiva qui participe à la révolte. Ce sage lui apporte un soutien sans faille. Cependant, lorsque Bar Kokhba accuse de trahison Rabbi Eléazar (son oncle, selon certaines sources) et le fait exécuter, Rabbi Akiva cesse de le défendre et admet publiquement son erreur. Avec l'échec de la révolte de Bar Kokhba, les rabbins adoptent définitivement une orientation anti-messianique. Ils altèrent le nom Bar Koseva en Bar Kozeva en jouant sur la sonorité avec le mot hébreu kazav, « mensonge ». De sauveur, il devient ainsi le « Fils du Mensonge », insistant sur la citation « un menteur est sorti d'Israël (Lam. R. 11.4) ». Dans le Talmud, il est qualifié de faux Messie. Mais selon l’historien Thierry Murcia - d'accord sur ce point avec J. C. O’Neill - il s'agirait en réalité ici d'une attaque voilée contre Jésus et le christianisme.

## Révolte de Bar Kokhba

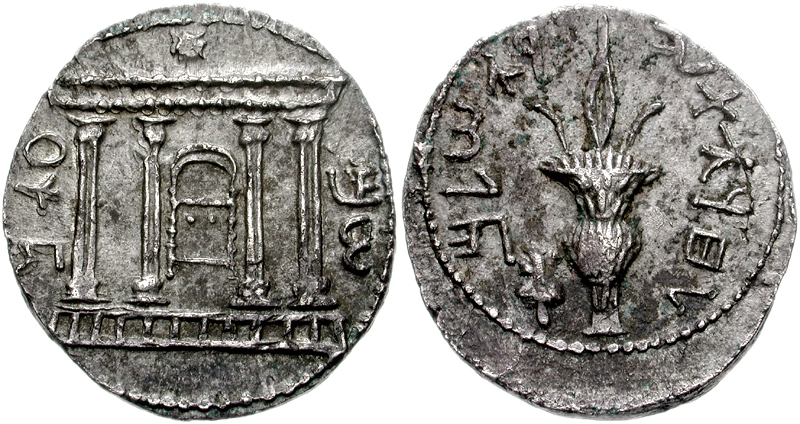
Tétradrachme d'argent de Bar Kochba. Avers : la façade du Temple avec l'étoile montante, entouré de "Shimon". Revers : Un loulav, le texte se lit ainsi : « pour la liberté de Jérusalem ».

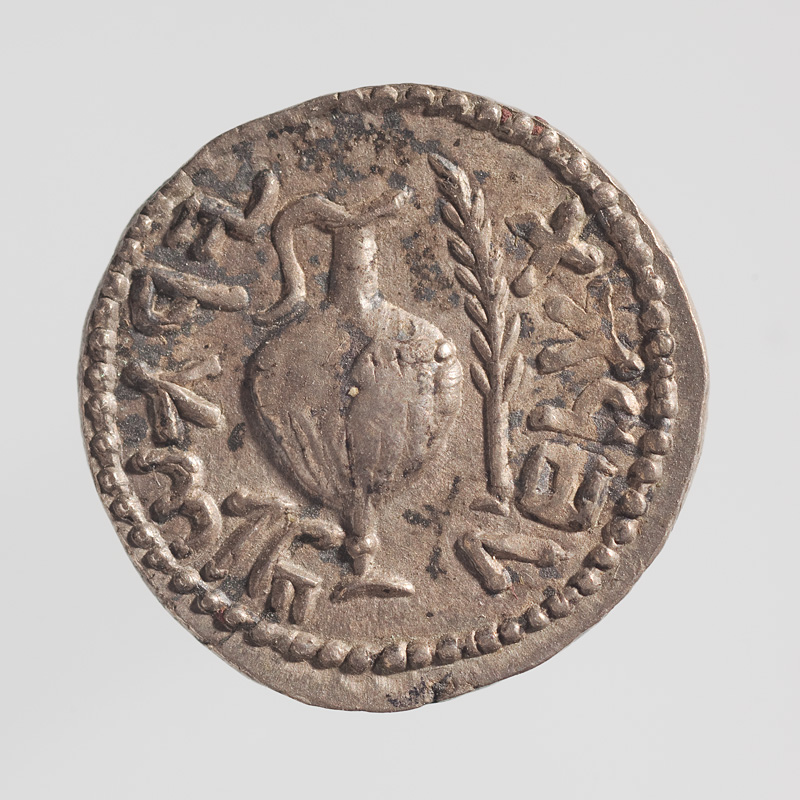
Denier en argent de Shimon bar Kokhba, daté entre 132 et 135. Dans la collection du Musée juif de Suisse.

En dépit de la dévastation et de la ruine dans lesquelles les Romains avaient plongé le pays au cours de la première guerre judéo-romaine, une autre rébellion juive a lieu 60 ans plus tard, malgré l'opposition d'une partie du clergé.  Lors de son passage dans la ville en 130, l'empereur Hadrien (Ælius Adrianus) donne à Jérusalem le nom de Ælia Capitolina (en latin : Colonia Ælia Capitolina). La fondation de la ville est l'événement déclencheur de la révolte de Bar Kokhba (132 et 135). Bar Kokhba organise une armée, instaure un État juif indépendant en terre de Judée, projette de reconstruire le Temple et fait battre monnaie. La reconstruction effective de la ville commencera après la révolte.
Les Romains, faisant face à une force juive fortement unifiée et motivée, sont complètement pris au dépourvu. L'annihilation d'une légion romaine entière avec ses auxiliaires oblige Rome à expédier pas moins de douze légions, ce qui représente entre le tiers et la moitié de toute l'armée romaine, pour reconquérir la province rebelle.
Désavantagés par le nombre et subissant de lourdes pertes, les Romains décident de pratiquer une tactique de terre brûlée, qui décime la population judéenne et entame petit à petit son moral et sa détermination à poursuivre la guerre. Bar Kokhba se replie dans la forteresse de Betar, au sud-ouest de Jérusalem, mais les Romains finissent par la prendre, et massacrent tous ses défenseurs en 135. À la suite de la défaite de Bar Kokhba, Jérusalem est rasée, interdite aux Juifs, et une nouvelle ville romaine, Ælia Capitolina, est bâtie sur son site.
S'ils infligent à la Judée une amère défaite, la victoire des Romains n'a cependant pas un goût de triomphe : Hadrien, lorsqu'il s'adressa au Sénat, ne commença pas par le traditionnel « Moi et mon armée nous portons bien », et refusa l'entrée triomphale à Rome, le seul cas rapporté dans l'histoire de Rome. Devenu empereur, Hadrien renomme la province romaine de Judée en Syrie-Palestine, pour la distinguer de la Syrie, et utiliser le nom des Philistins, afin d'humilier la population juive et d'effacer un pan de leur histoire en réattribuant à la Terre de Judée le nom de ses ennemis,.
En 1960, une partie de la correspondance de Bar Kokhba a été retrouvée dans la grotte de Nahal Hever près de la Mer Morte, ce qui a permis de faire la lumière sur sa révolte. Ces lettres sont aujourd'hui exposées au Musée d'Israël. Cette correspondance a fait l'objet d'une étude universitaire en 2005 et 2006 qui révèle que Bar Kokhba n'était attaché ni à l'essénisme, ni au sadducéisme, ni au pharisaïsme ni à la Quatrième philosophie, et qui révèle la nature charismatique du pouvoir de ce chef de la révolte.

## Bar Kokhba et les chrétiens
Justin de Naplouse fait référence à Bar Kokhba dans son Apologie adressée à Antonin le Pieux : « En effet, dans la récente guerre juive, Barkocheba, le chef de la révolte des Juifs, faisait livrer aux plus cruels supplices les chrétiens et eux seuls, s'ils refusaient de renier et de blasphémer Jésus-Christ. »

## Dans les arts et la culture

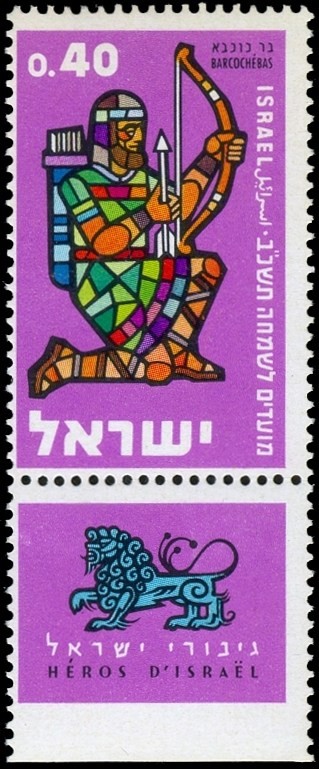
Représentation de Bar Kokhba sur un timbre israélien de 1961.

Bar Kokhba fut le héros éponyme d'une opérette d'Abraham Goldfaden, composée entre 1883 et 1885, lors de la montée des pogroms suivant l'assassinat du tsar Alexandre II en 1881, alors que montait une tendance franchement hostile à l'émancipation des Juifs.
Une autre opérette sur Bar Kokhba fut écrite en Palestine britannique dans les années 1920 par le compositeur russe émigré Yaacov Bilansky Levanon.
Un album intitulé Bar Kokhba a été enregistré par le John Zorn's Masada Chamber Ensemble. Sa pochette montre une photographie de la Lettre de Bar Kokhba à Yeshua fils de Galgola.